# Yussif Chibsah
Yussif Chibsah, né le 30 décembre 1983 à Accra au Ghana est un footballeur international ghanéen évoluant au poste de milieu défensif.

## Palmarès
Asante Kotoko
- Championnat du Ghana
  - Vainqueur (2) : 2003, 2005